# Retard en el creixement
El retard en el creixement o creixement retardat es defineix com un creixement i un desenvolupament deteriorats manifestats per una alçada baixa per a l'edat. La definició de retard en el creixement segons l'Organització Mundial de la Salut (OMS) és que el valor "alçada per edat" sigui inferior a dues desviacions estàndard de la mitjana dels estàndards de creixement infantil de l'OMS.
Tot i que pot tenir altres causes (com trastorns genètics), principalment és una manifestació primària de la malnutrició (o més precisament desnutrició crònica) i infeccions recurrents, com la diarrea i helmintosis, a la infància primerenca i fins i tot abans del naixement, a causa de la desnutrició durant el desenvolupament fetal provocada per un mare desnodrida. El retard en el creixement generalment s'associa amb pobresa, condicions ambientals insalubres, desnutrició materna, malalties freqüents i/o pràctiques d'alimentació i cures inadequades durant els primers anys de vida.
A partir de l'any 2020, s'estima que 149 milions de nens menors de 5 anys tenen retard de creixement a tot el món. Més del 85% dels nens amb retard en el creixement del món viuen a Àfrica i Àsia. Un cop establert, el retard en el creixement i els seus efectes normalment esdevenen permanents. És possible que els nens amb el retard no recuperin mai l'alçada perduda, i la majoria dels nens mai no guanyaran el pes corporal corresponent. Viure en un entorn on moltes persones defequen a l'aire lliure a causa de la manca de sanejament, és una causa important de retard en el creixement dels nens, per exemple a l'Índia.